# Black Ball Line

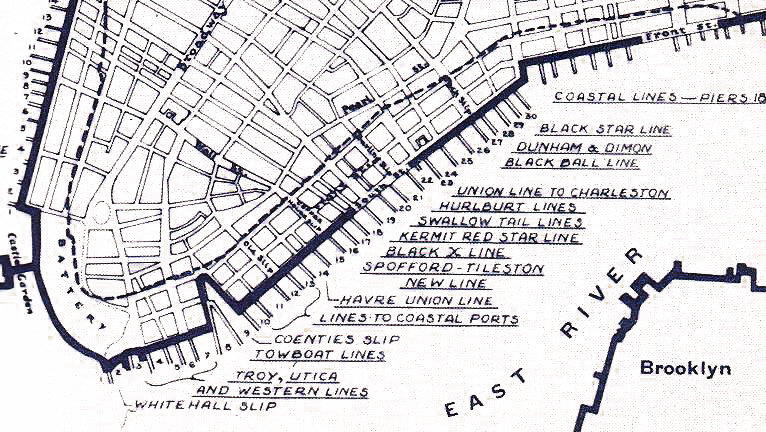
Mapa del puerto de Nueva York, en la punta sur de la Isla de Manhattan, en 1851. Las líneas punteadas marcan el litoral por debajo del parque del City Hall, en 1784. La línea en trazo grueso, el área ganada al mar antes de 1820. Los muelles de la Black Ball Line se encontraban en la parte superior de la figura.

La Black Ball Line fue una compañía naviera estadounidense fundada por un grupo de comerciantes cuáqueros de Nueva York encabezados por Jeremiah Thompson, y que incluía a Isaac Wright e hijo (William), Francis Thompson y Benjamin Marshall. Todos eran cuáqueros, excepto Marshall. 
La línea operaba inicialmente con cuatro paquebotes, el Amity, el Courier, el Pacific y el James Monroe. Todos ellos realizaban la ruta entre Liverpool, Inglaterra, y la ciudad de Nueva York. Constituía el primer servicio transatlántico y fue fundada en 1817. Estuvo en operación durante unos 60 años, y tomaba su nombre de su bandera, una bola negra sobre un fondo rojo.
En 1851, James Baines & Co. de Liverpool entró en el comercio de paquebotes con el mismo nombre y bandera, "New York company", a pesar de sus protestas. Por lo tanto, durante unos veinte años, existieron dos líneas "Black Ball Line" pertenecientes a diferentes propietarios, que operaban en competencia directa en el tráfico comercial. James Baines & Co. también operaba buques entre Liverpool y Australia, incluyendo famosos clípers como el Champion of the Seas, el James Baines, el Lighting, el Indian Queen, el Marco Polo y el Sovereign of the Seas.
La Black Ball Line fue mencionada en varias salomas, como "Blow the Man Down", "Homeward Bound", "Bullgine Run", "New York Girls" y "Hurrah for the Black Ball Line".

## Lista de barcos de la compañía
| Año  | Nombre              | Tonelaje      | Astillero                                                                           | Destino |
| ---- | ------------------- | ------------- | ----------------------------------------------------------------------------------- | --- |
| 1815 | James Monroe        |               |                                                                                     | Encalló en 1850 frente a la costa de Tasmania.                                                                 |
|      | Pacific             |               |                                                                                     | |
| 1816 | Amity               | 382 BRT       | Nueva York                                                                          | Abandonado el 24 de abril de 1824 en Manasquan.                                                                |
| 1822 | James Cropper       |               |                                                                                     | |
| 1843 |                     | 924 BRT       | William H. Webb, Nueva York                                                         | Abandonado el 18 de mayo de 1854 en Nueva York                                                                 |
| 1844 | Yorkshire           | 996 BRT       | William H. Webb, Nueva York                                                         | Perdido en febrero de 1862 en ruta hacia Nueva York                                                            |
| 1845 | Fidelia             | 895 BRT       | William H. Webb, Nueva York                                                         | |
|      | Courier             |               |                                                                                     | |
| 1846 | Columbia            | 1050 BRT      | William H. Webb, Nueva York                                                         | |
| 1847 | Isaac Wright        | 1129 BRT      | William H. Webb, Nueva York                                                         | Se incendió el 23 de diciembre de 1858 en el río Mersey y se hundió                                            |
|      | Orfeo               |               |                                                                                     | |
|      |                     |               |                                                                                     | |
| 1850 | Manhattan           | 1299 BRT      | William H. Webb, Nueva York                                                         | Partió el 14 de marzo de 1863 de Liverpool en ruta a Nueva York, y desapareció.                                |
| 1851 | Isaac Webb          | 1359/1497 BRT | William H. Webb, Nueva York                                                         | Se hundió el 25 de octubre de 1880.                                                                            |
| 1851 | Grande Occidental   | 1443 BRT      | William H. Webb, Nueva York                                                         | |
|      | Águila              |               |                                                                                     | |
|      | Órbita              |               |                                                                                     | |
|      | Nestor              |               |                                                                                     | |
|      | William Thompson    |               |                                                                                     | |
|      | Albion              |               |                                                                                     | Se hundió el 22 de mayo de 1822                                                                                |
|      | Canadá              |               |                                                                                     | |
|      | Britannia           |               |                                                                                     | |
| 1854 |                     | 1383 BRT      | Se hundió el 31 de diciembre de 1875 después de una colisión, en el Canal irlandés. | |
| 1855 | James Adoptivo, Jr. | 1410 BRT      | William H. Webb, Nueva York                                                         | Vendido a dueños alemanes.                                                                                     |
| 1855 | Neptune             | 1406 BRT      | William H. Webb, Nueva York                                                         | Encayó en abril de 1876 en la costa de Nueva Escocia.                                                          |
| 1860 | Alexander Marshall  | 1177 BRT      | William H. Webb, Nueva York                                                         | Se hundió en 1869 en el Atlántico Norte.                                                                       |
| 1869 |                     | 1683 BRT      | William H. Webb, Nueva York                                                         | En 1887 fue vendido a Noruega como Sovereign y se incendió el 20 de marzo de 1891 durante una carga de carbón. |